# Інвертний цукор
Інвертний цукор — цукровий сироп, розчин, що складається з рівних молярних частин глюкози і фруктози. Це продукт розщеплення сахарози на суміш глюкози і фруктози, які призвели до зміни напрямку обертання площини поляризації світла (інверсії), що проходить через розчин. Гідроліз сахарози отримав назву інверсії, а суміш утворюваних глюкози і фруктози — інвертним цукром.
Інвертний цукор є основним компонентом натурального меду, в якому утворюється під впливом ферменту інвертази. Гідроліз сахарози також відбувається в кислому середовищі.
Використовується при виготовленні штучного меду, при виробництві напоїв: джин, віскі, пива та ігристого вина. Застосовують замість маніту при титриметричному визначенні бору.

## Приготування розчину інвертного цукру для хімічних дослідів
Для отримання інвертного цукру використовують цукор-рафінад або цукрозу. Розчиняють 600 г цукру-рафінаду або цукрози в 200 мл свіжопрокип'яченій воді (для видалення СО2) при обережному нагріванні і перемішуванні до повного просвітлення розчину. Гарячий розчин фільтрують через скляний фільтр або скляну вату, нагрівають майже до кипіння і додають 5 мл 3 н. розчину сірчаної кислоти, сильно збовтують 1-2 хв і доливають 300 мл води, в яку додано 5 мл 3 н. розчину гідроксиду натрію, вільного від карбонатів. Розчин добре перемішують і по охолодженні перевіряють реакцію по феноловому червоному. Реакція розчину повинна бути нейтральною. Розчин містить ~55% інвертного цукру.

## Приготування розчину інвертного цукру в промислових умовах

### Кислотний спосіб
До цукрового сиропу 80 % концентрації для прискорення процесу інверсії додають соляну кислоту (0,015—0,03 % від маси цукру). Процес проводять при температурі 80—90 °C. По закінченні інверсії соляну кислоту нейтралізують 10 % розчином двовуглекислої соди (при температурі 70 °C). Готовий інвертний цукор фільтрують, охолоджують, розфасовують.

### Ферментний спосіб
Приготування інвертованого цукру ферментним шляхом  полягає в попередній обробці сиропу за допомогою ферменту сахарази (інвертази), в результаті чого сахароза розщеплюється на прості швидко засвоювані вуглеводи — фруктозу і глюкозу. Охолоджений до +40 °C цукровий сироп додають препарат «інвертазу», для інвертування необхідно витримати сироп 24 години при температурі +40–50 °C.

## Застосування
У кондитерському виробництві інвертний цукор використовують як антикристалізатор при приготуванні помадок, для покращення смаку і для уповільнення процесу черствіння кондитерських виробів. Інвертний цукор застосовують при виготовленні м'яких цукерок, помад, зефірів, жувальних гумок. Заміна 100% сахарози інвертним цукром не змінює солодкість, аромат і структуру продукту. Наявність великої кількості моносахаридів в сиропі і особливо гідроскопічної фруктози забезпечує те, що кондитерські вироби довго залишаються свіжими.
Використання інвертованого цукру для самогоноваріння
Спирт отримується внаслідок життєдіяльності дріжджової культури, і від того як саме працюють дріжджі і чим вони харчуються, залежить кінцевий результат. Бактеріям потрібен цукор, але звичайний білий цукор дріжджовим бактеріям переробити складно. Значна частина енергії йде на трансформування молекул цукру, розщеплення їх на глюкозу і фруктозу, і тільки потім на розкладання проміжної ланки на спирт і вуглекислий газ. В результаті процес бродіння сповільнюється, і кінцевий продукт виходить трохи гіршим.
Інвертований цукор позбавляє дріжджі від першого етапу і сам розкладає цукор на складові. Переваги використання інвертованого цукру:
- швидке бродіння — дріжджі впораються з роботою на кілька днів раніше;
- покращаться смак і аромат кінцевого продукту;
- брага на сиропі менше схильна до ризику зараження патогенними грибками
- меншу кількість шкідливих домішок.[7]

Інвертований цукор використовують, як вуглеводний корм для бджіл, що за корисністю і поживністю подібний до справжнього меду. Інвертований сироп використовується бджолярами як підгодівля для бджіл з метою стимулювати ріст і розвиток бджолиних сімей, а також підвищити їх продуктивність.
Інвертований сироп для бджіл за допомогою кислот рекомендують готувати лише у виняткових випадках, оскільки кислотний гідроліз сахарози призводить до утворення отруйної речовини — гідрооксіметілфурфурола (ГМФ), що істотно знижує тривалість життя комах.
Отриманий ферментативним способом інвертний сироп не містить ГМФ і є високоякісним. Інвертний сироп, одержуваний за допомогою ферменту, має явні переваги: дає можливість підгодівлі бджіл, в безвзятковий період, сироп дозволяє бджолам зберегти енергію, що витрачається ними на переробку цукрового сиропу; використання інвертази дозволить отримати інверт стерильним і вільним від шкідливих домішок.

## Виробництво в Україні
В промислових масштабах інвертний цукор в Україні виробляється Ладижинським заводом біо- та ферментних препаратів "Ензим".